# If You Were a Woman (And I Was a Man)
«If You Were a Woman (And I Was a Man)» —en español: ‘Si tú fueras mujer (y yo hombre)’— es una canción grabada por la cantante galesa Bonnie Tyler, para su álbum de rock Secret Dreams and Forbidden Fire. Fue escrita por Desmond Child y producida por Jim Steinman. Child declaró que la canción fue reescrita como «You Give Love a Bad Name» de Bon Jovi después de que él no estuviera satisfecho con «If You Were a Woman (And I Was a Man)». 
Tyler volvió a grabar la canción en su álbum de 2004 Simply Believe. Fue un éxito en Europa, alcanzando el número 6 en Francia y vendió más de 200.000 copias. También alcanzó el número 77 en la lista Hot 100 de Estados Unidos.

## Composición
Tras el éxito de Faster Than the Speed of Night en 1983, Tyler pasó a trabajar con Jim Steinman en un segundo álbum. «If You Were a Woman (And I Was a Man)» fue lanzado como el segundo sencillo del álbum de 1986 Secret Dreams and Forbidden Fire tras el éxito internacional de «Holding Out for a Hero», que fue lanzado originalmente en 1985 para la banda sonora de la película Footloose. Steinman reclutó a Desmond Child para que escribiera dos canciones (la otra es «Lovers Again»). Steinman dijo a Child que quería una canción sobre la androginia. «Quiero una canción especial. Los versos tienen que sonar como Tina Turner, la Sección B tiene que sonar como The Police, U2, o Hall & Oates, y el coro tiene que sonar como Bruce Springsteen».
Unos meses después de terminar su trabajo con Secret Dreams and Forbidden Fire y el sencillo alcanzó su posición máxima, Desmond Child fue a trabajar con Bon Jovi. Child coescribió «You Give Love a Bad Name», con Jon Bon Jovi y Richie Sambora y la canción fue un éxito. «Estaba enfadado con la compañía discográfica por no empujar la canción» «If You Were a Woman (And I Was a Man)», y dijo: «Voy a demostrar que esa canción es un éxito y así la escribió de nuevo».

## Comentarios de la crítica
El álbum Secret Dreams and Forbidden Fire recibió críticas generalmente positivas. La revista People describió el álbum como «grandilocuente», y que «la mayoría de las veces la grandilocuencia se mantiene dentro de límites tolerables». Allmusic describe el conjunto del álbum como deficiente comparado con Faster Than the Speed of Night.
La canción fue descrita como una «típica balada de Bonnie Tyler» por Paul Speelman de The Age. Dijo que la canción «es buena, y tiene un arreglo sólido».

## Rendimiento comercial
Tras su lanzamiento, «If You Were a Woman (And I Was a Man)» debutó en el número 42 en Francia, llegando al número 6 dos meses después. Fue certificado en plata por el SNEP, con ventas de más de 200.000 copias en Francia.
«If You Were a Woman (And I Was a Man)» obtuvo éxito en Suiza y Alemania, donde alcanzó el puesto número 16 y 32 respectivamente. La canción no logró impactar significativamente las listas del Reino Unido; luego de pasar tres semanas en la lista, alcanzó el número 78. Al otro lado del Atlántico, la canción alcanzó el puesto número 77 en el Billboard Hot 100 y el número 99 en el RPM Top Singles canadiense.

## Videoclip
En conjunción con el lanzamiento del sencillo, Tyler grabó un vídeo musical de «If You Were a Woman (And I Was a Man)». Se publicaron dos versiones del vídeo. La versión original se abre con un monólogo hablado por una mujer que representa a Bonnie Tyler a una edad avanzada, y la segunda versión omite esta apertura.

### Sinopsis
En la versión más larga, la abre sin música, solo una mujer de edad avanzada (en representación de una vieja Bonnie Tyler), que describe su trabajo como cantante en un club (conocido como «The Dive») que poseía en tiempo de guerra en Inglaterra. Cuando comienza la música, la directora de escena en el club se encuentra con el camerino de Tyler, diciéndole que «el espectáculo está a punto de comenzar». Luego una mujer con vestido rojo escolta al espectador alrededor del club. En la sala, filmado en blanco y negro, Tyler comienza a cantar descendiendo de una plataforma en el escenario. El vídeo va cambiando de escenas: hay mujeres que rodean un pozo de barro que contiene cuatro hombres luchando, otro hombre cruza el club en una tirolina, aterrizando en una plataforma elevada. Entonces se vuelve a ver a Tyler y una multitud de mujeres que sostiene símbolos de Venus, transformándolo en una mujer, quien le sopla un beso a Tyler antes de abandonar el club.
En la versión más corta se corta el monólogo de apertura y comienza con la mujer de rojo dando la bienvenida al espectador al club.

### Actuaciones en directo
«If You Were a Woman (And I Was a Man)», fue presentado en vivo en Zaragoza, España, en 2005. Fue grabado y lanzado en el álbum de Tyler Bonnie Tyler Live (2007) y en el DVD llamado Bonnie on Tour (2007).

## Certificaciones
| País    | Certificación | Fecha | Certificado de ventas | Ventas físicas |
| ------- | ------------- | ----- | --------------------- | -------------- |
| Francia | Plata         | 1986  | 200 000               | 271 000        |

## Posicionamiento en las listas
| País (1986)                        | Mejor posición |
| ---------------------------------- | -------------- |
| Reino Unido (UK Singles Chart)     | 78             |
| Francia (SNEP)                     | 6              |
| Alemania (Media Control AG)        | 32             |
| Australia (ARIA)                   | 77             |
| Estados Unidos (Billboard Hot 100) | 77             |
| Nueva Zelanda (Recorded Music NZ)  | 20             |
| Suiza (Schweizer Hitparade)        | 16             |
| Canadá RPM Top Singles (RPM)       | 87             |

## Regrabaciones
Amén de las apariciones regulares en álbumes recopilatorios, Tyler ha vuelto a grabar la canción varias veces. «If You Were a Woman (And I Was a Man)» aparece en su álbum de 2004 Simply Believe y en su EP del año 2005, Bonnie Tyler. En relación con el lanzamiento de su álbum Wings en 2005, Tyler canta «If You Were a Woman (And I Was a Man)» en Zaragoza, España, y el concierto fue filmado por su DVD Bonnie on Tour y en CD Bonnie Tyler Live, que incluye la canción.

## Otras versiones
La canción fue grabada por Robin Beck para su álbum Trouble O Nothin, producido por Child y su antiguo colaborador, Sir Arthur Payson. El álbum también cuenta con otras canciones escritas por Child originalmente grabada por Tyler, incluyendo «Hide Your Heart» y «Save Up All Your Tears»
RuPaul grabó la canción para su álbum Foxy Lady (1996). El álbum recibió una crítica negativa de AllMusic, opinando que el álbum era «un intento de ampliar el estado de fenómeno de la cultura pop de RuPaul en una auténtica carrera», pero que carecía de las canciones pegadizas.